# Toutang (socken i Kina, Hunan)
Toutang (kinesiska: 头堂, 头堂乡) är en socken i Kina. Den ligger i provinsen Hunan, i den södra delen av landet, omkring 280 kilometer sydväst om provinshuvudstaden Changsha. Antalet invånare är 39469. Befolkningen består av 18 998 kvinnor och 20 471 män. Barn under 15 år utgör 22,0 %, vuxna 15-64 år 66 %, och äldre över 65 år 10,0 %.
Genomsnittlig årsnederbörd är 1 628 millimeter. Den regnigaste månaden är maj, med i genomsnitt 228 mm nederbörd, och den torraste är oktober, med 62 mm nederbörd.